# Nico Visscher
Nicolaas Henderikus „Nico“ Visscher (* 31. Juli 1933 in Groningen; † 21. September 2021 ebenda) war ein niederländischer Karikaturist.
Visscher zeichnete für das Groninger Nieuwsblad van het Noorden Cartoons und Karikaturen, darunter eine tägliche Zeichnung auf der Titelseite, die seit Oktober 1961 erschien, seit Juni 1977 unter dem Titel Korrel. Da 25-jährige Jubiläum dieser Serie würdigte die Zeitung 1986 mit der Sammlung ’t Is alle dagen wat.
Zudem zeichnete Visser seit 1988 für Binnenlands Bestuur, einer Zeitschrift für Kommunalbeamte, sowie 1982–2004 für die katholische Zeitschrift Bijeeen. Für diese zeichnete er auch 1983 Voedselvraagstuk, eine Auseinandersetzung mit dem Hungerproblem, die 1984 in Montréal  mit dem Grand Prix van de Salon International de la Caricature bedacht wurde.
Im Winter 2007/08 widmete ihm das Karikaturenmuseum im Markiezenhof in Bergen op Zoom eine Ausstellung.

## Belege
- Nico Visscher – Noord ontmoet Zuid: Politiek Tekenaar Nico Visscher in het Markiezenhof. Abgerufen am 5. März 2014.